# Codename Wildgeese
Codename Wildgeese is een muziekalbum van de Duitse muziekgroep Eloy. 
De muziek behoort bij de film Geheimcode: Wildgänse (Codename: Wildgeese). Er waren enige spellingsproblemen bij zowel film als album. Eloy was destijds populair in Duitsland en het Verenigd Koninkrijk en wellicht heeft men daarom voor deze band gekozen. De juiste spelling van de film zou moeten zijn Codename Wild Geese.

## Muziek
De muziek, gecomponeerd door de gehele band en Jan Nemec-Bolek, is instrumentaal. Een “probleem” bij de muziek was altijd het zwaar Duitse accent in het Engels van Frank Bornemann, de leider van de band. Dit is het enige album van de band waar dat probleem niet speelt. Eloy speelde altijd progressieve rock en deed dat op dit album. Normaliter speelden ze relatief lange tracks; nu speelden ze kortdurende tracks. Codename Wildgeese bleek tevens de ondergang van de band. Pas vier jaar later verscheen Ra; Eloy bestond toen uit andere leden op Bornemann na. Het album werd in eerste instantie alleen uitgebracht in Zwitserland, Frankrijk, Nederland en toen nog Bondsrepubliek Duitsland. Het is anno 2019 nog niet op compact disc verschenen.

## Musici
- Frank Bornemann — gitaar,
- Klaus Peter Matziol — basgitaar,
- Hannes Folberth — toetsinstrumenten,
- Hannes Arkona — gitaar, toetsinstrumenten, elektronische percussie en slagwerk

## Tracklist
| Nr. | Titel                                         | Duur |
| --- | --------------------------------------------- | ---- |
| 1.  | The patrol                                    | 2:47 |
| 2.  | Hong Kong theme 1 (op album Hongkong theme 1) | 3:32 |
| 3.  | Hit and run                                   | 1:38 |
| 4.  | Queen of rock’n’roll                          | 2:36 |
| 5.  | Destiny                                       | 4:43 |
| 6.  | Discovery                                     | 0:50 |
| 7.  | Juke-box                                      | 1:58 |

| Nr. | Titel                                         | Duur |
| --- | --------------------------------------------- | ---- |
| 1.  | Deadlock                                      | 1:50 |
| 2.  | Cha-Shoen                                     | 3:35 |
| 3.  | Sabotage                                      | 1:20 |
| 4.  | On the edge                                   | 3:30 |
| 5.  | A long goodbye                                | 2;13 |
| 6.  | Face to face                                  | 1:47 |
| 7.  | A moment decides                              | 2:07 |
| 8.  | Revenge                                       | 1:13 |
| 9.  | Hong Kong theme 2 (op album Hongkong theme 2) | 1:07 |